# Тиршенройт (район)
Тиршенройт (нем. Tirschenreuth) — район в Германии. Центр района — город Тиршенройт. Район входит в землю Бавария. Подчинён административному округу Верхний Пфальц. Занимает площадь 1085,08 км². Население — 77 338 чел. Плотность населения — 71 человек/км².
Официальный код района — 09 3 77.
Район подразделяется на 26 общин.

## Административное устройство

Муниципалитеты района Тиршенройт (Бавария)

### Городские общины
1. Бернау (3411)
2. Вальдерсхоф (4608)
3. Вальдзассен (7397)
4. Кемнат (5260)
5. Миттертайх (7150)
6. Тиршенройт (9322)
7. Эрбендорф (5355)

### Ярмарочные общины
1. Визау (4317)
2. Коннерсройт (1973)
3. Меринг (1953)
4. Нойальбенройт (1560)
5. Плёсберг (3475)
6. Фалькенберг (970)
7. Фуксмюль (1773)

### Сельские общины
1. Бранд (1187)
2. Имменройт (1870)
3. Кастль (1405)
4. Крумменнаб (1665)
5. Кульмайн (2368)
6. Леонберг (1018)
7. Нойзорг (2011)
8. Пехбрунн (1449)
9. Пулленройт (1866)
10. Ройт-Эрбендорф (1232)
11. Фриденфельс (1347)
12. Эбнат (1 396)

### Объединения общин
1. Административное сообщество Визау
2. Административное сообщество Кемнат
3. Административное сообщество Крумменнаб
4. Административное сообщество Миттертайх
5. Административное сообщество Нойзорг

## Население
По оценке на 31 декабря 2015 года население района Тиршенройт составляет 73 314 чел. 

| Дата      | 1840  | 1871  | 1900  | 1925  | 1939  | 1950  | 1961  | 1970  | 1987  | 2011  |
| --------- | ----- | ----- | ----- | ----- | ----- | ----- | ----- | ----- | ----- | ----- |
| Население | 47465 | 47978 | 52147 | 60994 | 62535 | 86032 | 80964 | 83757 | 77865 | 74867 |

| Год       | 1960  | 1970  | 1980  | 1990  | 2000  | 2009  | 2010  | 2011  | 2012  | 2013  | 2014  | 2015  |
| --------- | ----- | ----- | ----- | ----- | ----- | ----- | ----- | ----- | ----- | ----- | ----- | ----- |
| Население | 80239 | 83852 | 77860 | 79451 | 79993 | 75337 | 74802 | 74483 | 73923 | 73457 | 73250 | 73314 |

## Внешние ссылки
- Официальная страница (нем.)